# MGB Orion
Die MGB Orion (Markenname des Herstellers: ORION für «Optimaler Regionalzug Im Oeffentlichen Nahverkehr») sind dreiteilige meterspurige elektrische Niederflurtriebzüge der Matterhorn-Gotthard-Bahn (MGB) in der Schweiz, die im Februar 2020 bei Stadler Bussnang bestellt wurden. Ursprünglich sollten 23 Triebzüge mit der offiziellen Bezeichnung ABeh 8/12 mit gemischtem Adhäsions- und Zahnradantrieb und vier Einheiten mit reinem Adhäsionsantrieb geliefert werden. In der Zwischenzeit hat die MGB die Anzahl der zu beschaffenden Einheiten auf mindestens 37 Stück erhöht.
Die Triebzüge haben je vier Fahrmotoren für die Adhäsion und vier Fahrmotoren für die Triebzahnräder. Dies wird mit der Achsfolge A1z pro Drehgestell richtig dargestellt. Nach herkömmlicher Schweizer Typenbezeichnung werden aber nur die Triebachsen gezählt, die Triebzahnräder nicht. Korrekt wäre deshalb die Bezeichnung ABeh 4/12.

## Flottenstrategie der MGB
Zur Ablösung der Pendelzüge mit den Deh 4/4 21–24 der ehemaligen BVZ, der vier nicht modernisierten HGe 4/4 II und der ältesten Reisezugwagen benötigte die Matterhorn-Gotthard-Bahn bis Ende 2023 12 neue Triebzüge.
Die ursprünglich 15 Garnituren der zweiten Beschaffung wurden auf 25 Stück erhöht und am 7. November 2023 bestellt. Bis 2029 sollen damit die ehemaligen FO-Gepäcktriebwagen Deh 4/4 51–55 und Deh 4/4 91–96 ersetzt werden. Vier Züge der zweiten Serie sollten ursprünglich als reine Adhäsionsfahrzeuge für den Pendelverkehr zwischen Täsch und Zermatt beschafft werden. Dies wurde bei der Bestellung der 2. Serie aber nicht mehr berücksichtigt. Der im Rahmen des Bahnausbauschritts 2035 geplante Tunnel «Unnerchriz» soll den Zahnstangenabschnitt Täschsand–Kalter Boden ablösen.

## Konzeption

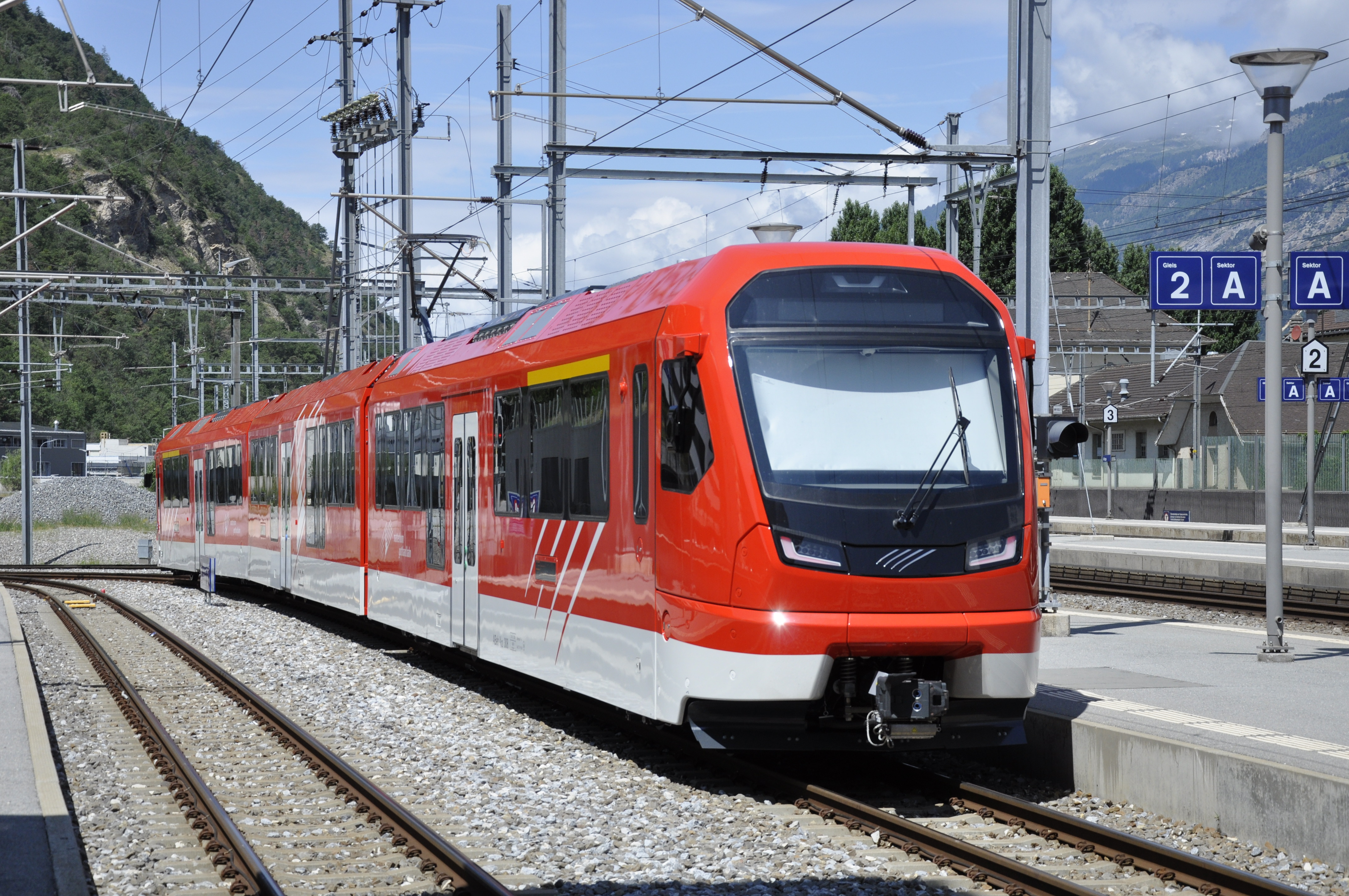
MGB Orion 308 in Visp

Ursprünglich wollte die MGB Fahrzeuge auf der Basis der Fink-Triebzüge der Zentralbahn beschaffen. Das war aber aus mehreren Gründen nicht möglich:
- Die Achslast der Fink-Züge beträgt knapp 17 Tonnen, bei der MGB sind aber nur 16 Tonnen zulässig.
- Für den Winterbetrieb auf dem Oberalppass ist ein grösserer Schneeräumer notwendig.
- Für die 179 ‰ steile Schöllenenbahn hätte der «Fink» zu wenig Zahnrad-Drehgestelle.[7]

Die beiden Endwagen der Orion-Triebzüge sind symmetrisch aufgebaut und haben je zwei Antriebsdrehgestelle mit Zahnrad- und Adhäsionsantrieb. Der Mittelwagen ist mit zwei Bremsdrehgestellen versehen.  Die Traktionsleistung ist so ausgelegt, dass der Triebzug mit einem weiteren Zwischenwagen ergänzt werden könnte. Auf der Schöllenenbahn könnte jedoch ein solcher vierteiliger Triebzug nicht verkehren.
Die Konzeptänderung führte zu einem um etwa 15 Prozent höheren Beschaffungspreis als ursprünglich erwartet. Ein dreiteiliger Zug kostet dementsprechend fast 12,4 Millionen Franken. Die neuen Fahrzeuge verfügen gegenüber den Komet-Zügen über einen zweiten Stromabnehmer, Schiebe- statt Klapptritte und über erweiterte Multifunktionsabteile.

## Konstruktive Merkmale

### Mechanischer Teil

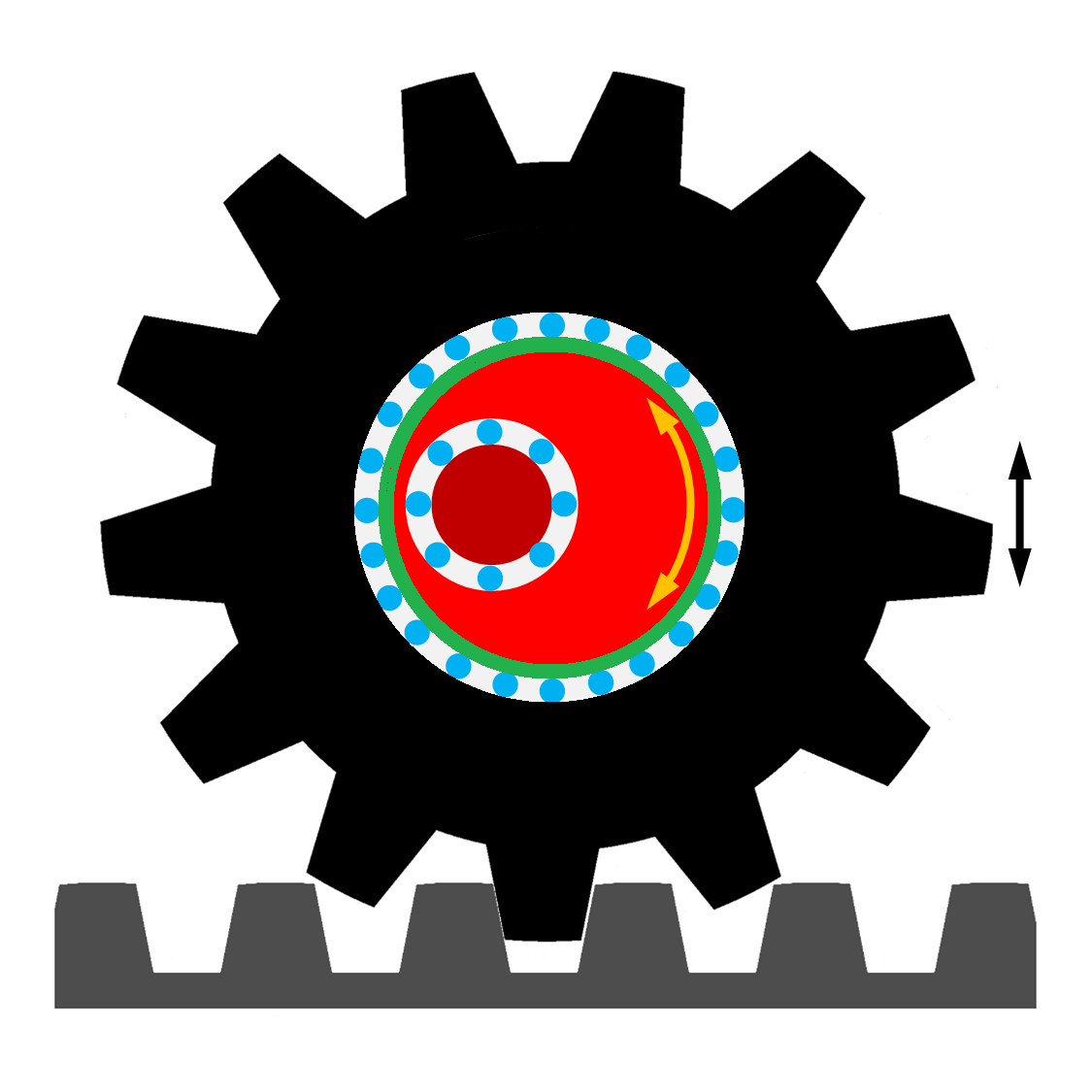
Zahnradantrieb mit exzentrischer Höhenverstellung mit Radsatzwelle (dunkelrot), Hohlwelle (rot), Lager (blau) und Triebzahnrad (schwarz)

Die beiden Endwagen sind gleich aufgebaut und haben den gleichen Grundriss. Der Mittelwagen verfügt über den grössten Niederflurbereich und ein behindertengerechtes WC. Im ganzen Triebzug sind 40 Prozent des Passagierbereichs niederflurig. Beide Wagenklassen werden über zwei in der Decke integrierte Leuchtbänder und mit dimmbaren LED-Spots beleuchtet. Die Fahrgastbereiche sind mit Grauabstufungen und einem hellen Holzton gestaltet. Alle Sitze sind in Cantilever-Bauart an den Wänden befestigt und der Sitzteiler beträgt in der ersten Klasse 1900 mm, in der zweiten Klasse 1750 mm.
Zur Gewichtseinsparung bestehen die Wagenkästen aus verschweissten Aluminium-Stangpressprofilen. Die beiden Endwagen der Orion-Triebzüge verfügen über je zwei gleich konzipierte Antriebsdrehgestelle mit je einer Zahnrad- und einer Adhäsionsantriebsachse. Der Mittelwagen ist mit zwei Bremsdrehgestellen und einer Schienenkopfkonditionierung versehen. Die Achsfolge (A1z)(1zA)+ 2’2’+(A1z)(1zA) wurde dabei von Stadler erstmals angewendet. Sämtliche Drehgestelle verfügen über Luftfederung und die Monobloc-Räder über Radschallabsorber.  Die Kraftübertragung von den Triebdrehgestellen zu den Wagenkästen erfolgt mit Drehkränzen, die Kräfte der Laufdrehgestelle werden dagegen mittels Zug- und Druckstangen übertragen.
Die Trieb- und Bremszahnräder sind jeweils auf einer Hohlwelle gelagert und durch die exzentrische Lage der beiden Wellen wird eine Höhenverstellung der Zahnradwelle gegenüber der Radsatzwelle um 35 Millimeter ermöglicht. Damit kann bei Werkstattaufenthalten die Lage der Zahnradwelle entsprechend dem Radreifenverschleiss korrigiert werden, wodurch eine grössere zulässige Radreifenabnutzung möglich wird und trotzdem der Zahneingriff im zulässigen Bereich bleibt.

### Elektrischer Teil

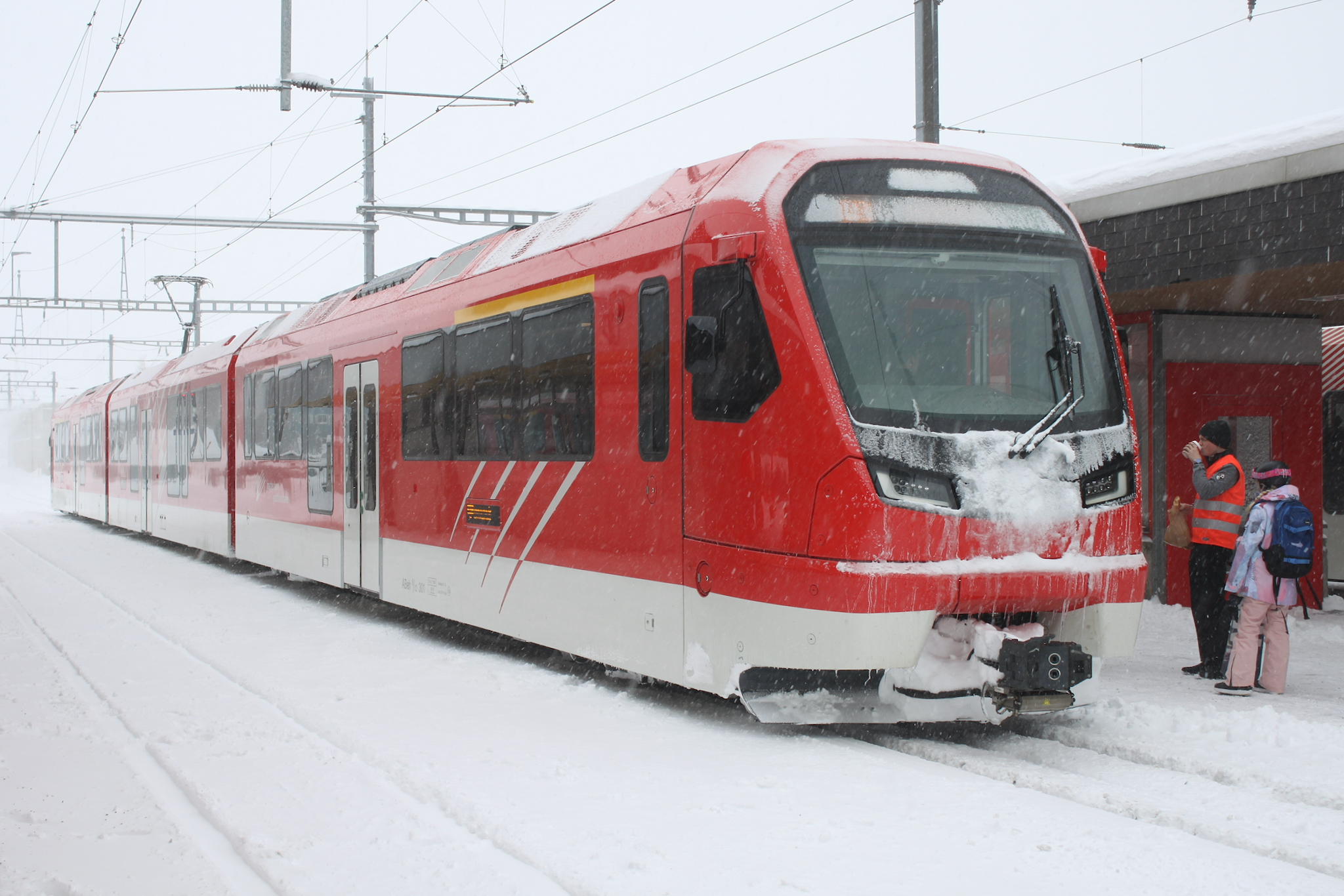
ABeh 8/12 301 bei winterlichen Bedingungen in Andermatt

Die Komponenten der elektrischen Ausrüstung sind so weit wie möglich redundant ausgelegt, um die Zuverlässigkeit der Züge zu maximieren. Im Adhäsionsbetrieb sind die Züge noch mit zwei Fahrmotoren betriebsfähig, im Zahnradbetrieb darf nur ein Fahrmotor ausfallen. Die Fahrmotoren für Adhäsions- und Zahnradantrieb sind von gleicher Bauart.
Wie bei Zahnradbahnen üblich, können die Orion auch ohne externe Stromversorgung talwärts fahren. Jeder Endwagen verfügt über einen unabhängigen Antriebsblock mit einem Trockentransformator und zwei Stromrichtern, die die beiden Triebdrehgestelle speisen. Die Anordnung der Traktionsausrüstung führt zu einer möglichst grossen Belastung der Enddrehgestelle, womit bei starkem Schneefall die Entgleisungssicherheit am Oberalppass sichergestellt wird.
Die beiden Stromabnehmer befinden sich auf dem Dach des Mittelwagens. Im Schlummerbetrieb senkt sich bei Schneefall ungefähr jede Viertelstunde abwechselnd ein Stromabnehmer, um den Schnee abzuwerfen. Damit die Züge auch auf dem Stammnetz der Rhätischen Bahn (RhB) nach Landquart verkehren können, sind die Stromabnehmerwippen 1500 Millimeter breit und mit isolierten Auflaufhörnern versehen.
Die Balisen der Zugsicherung ZSI-127 sind bei der RhB in der Mitte zwischen den Schienen verlegt, bei der MGB ist das wegen den Zahnstangen nicht möglich und sie sind deshalb seitlich versetzt. Die ZSI-127-Empfangsantennen der Orion sind deshalb pneumatisch seitwärts um 250 mm und in der Höhe um 9,5 mm verstellbar.
Bis zu drei Orion können in Vielfachsteuerung verkehren; auf eine Vielfachsteuerung mit den Komet-Triebzügen wurde verzichtet. Die Züge sind mit Geofencing und einer Wegmessung versehen. Das System wird zum Beispiel für die Zahnradsynchronisation, die Funkbereichsumschaltung die Schienenkopfkonditionierung oder bei Schutzstrecken verwendet.

## Einsatz

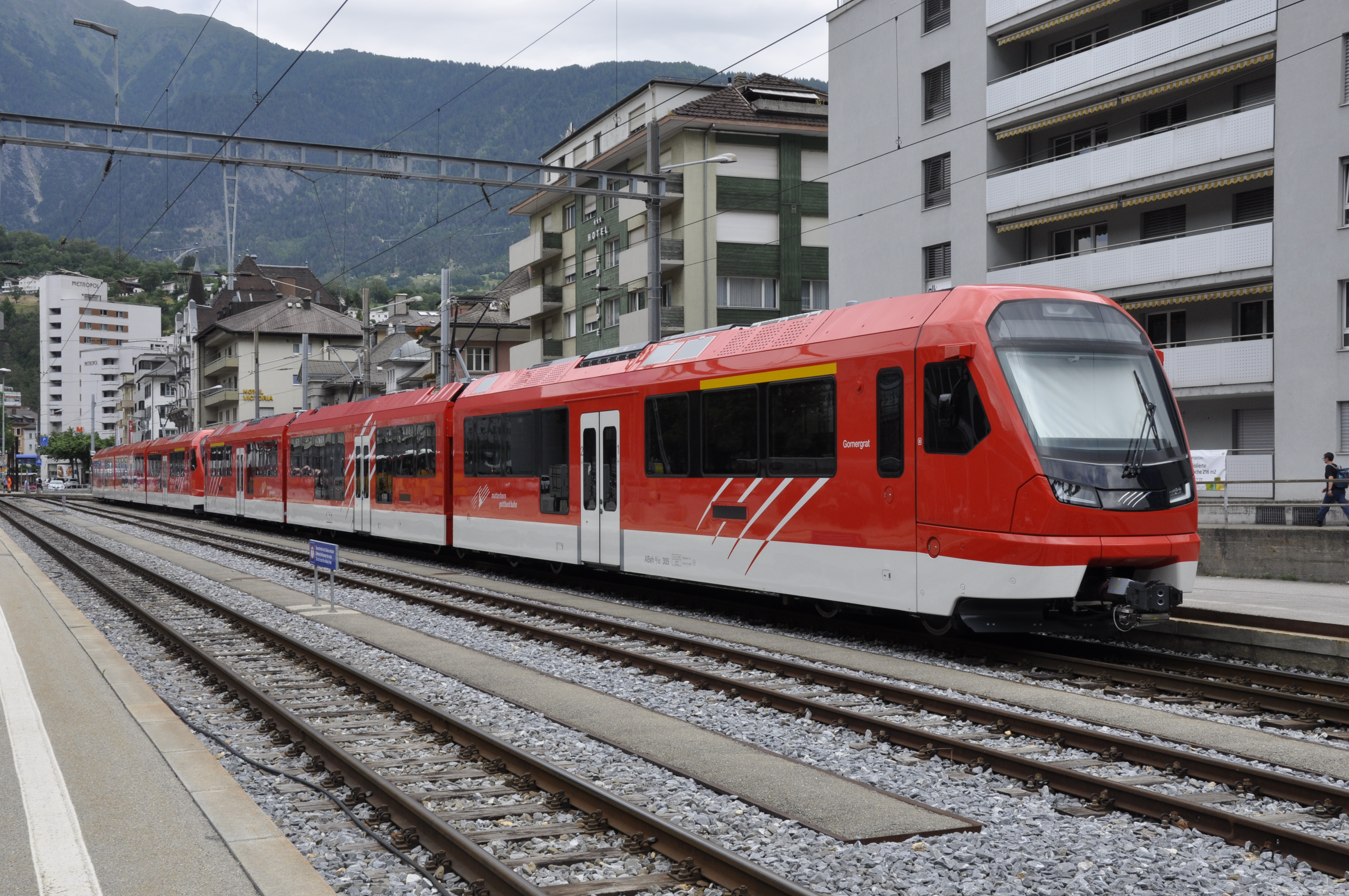
ABeh 8/12 305 + 307 im Fahrgasteinsatz in Brig

Am 24. Juni 2022 wurde der erste Orion ABeh 8/12 301 der MGB feierlich übergeben und am 12. September 2022 nach Visp überführt. Nach ausführlichen Tests und Probefahrten erlangten die Orion Anfang Juni 2023 die befristete Betriebsbewilligung des Bundesamts für Verkehr (BAV). Daraufhin fuhren die Züge 304 und 307 erstmals mit Passagieren mit dem Regio Visp–Andermatt. Am 15. Juni erfolgte die offizielle Vorstellung der Fahrzeuge auf dem Oberalppass. Bei dieser Gelegenheit wurde auch der Zug 307 auf Oberalppass getauft. Seither verkehren die Fahrzeuge über den Oberalppass, sind aber auch auf allen anderen Strecken der MGB anzutreffen.